# Бабичский сельсовет
Бабичский сельсовет — административная единица на территории Речицкого района Гомельской области Белоруссии. Административный центр — агрогородок Бабичи.

## Состав
Бабичский сельсовет включает 3 населённых пункта:
- Бабичи  — агрогородок.
- Бабичи  — хутор.
- Головки  — деревня.